# Tokpa-Domè
Tokpa-Domè ist eine Ortschaft und Arrondissement im Departement Atlantique in Benin. Es ist eine Verwaltungseinheit, die der Gerichtsbarkeit der Kommune Kpomassè untersteht.

## Demografie und Verwaltung
Gemäß der Volkszählung von 2013 hatte das Arrondissement 10.191 Einwohner, davon waren 5114 männlich und 5077 weiblich.
Von den 76 Dörfern und Quartieren der Kommune entfallen zwölf auf das Arrondissement:
1. Amoukonou
2. Gbèfadji-Aidjèdo
3. Gbétozo
4. Gboho
5. Hinzoumè
6. Houéton
7. Houngbogba
8. Lokogbo-Zounta
9. Lokogbo-Gnonwa
10. Ountoun
11. Sècomè
12. Xwlacomè